# Chang He
Koordinaten: 62° 9′ S, 58° 56′ W
Chang He (chinesisch 长河 ‚Langer Fluss‘) ist ein 1,5 km langer, saisonaler Bach auf der Fildes-Halbinsel von King George Island im Archipel der Südlichen Shetlandinseln. Er wird durch Schmelzwasser der Collinseiskappe gespeist und fließt durch das Klotz Valley in nordwestlicher Richtung zur Gradziński Cove.
Chinesische Wissenschaftler benannten ihn 1986 im Zuge von Vermessungs- und Kartierungsarbeiten.